# Jeff Stewart
Jeff Stewart (Aberdeen, 28 oktober 1955) is een Schotse acteur. Stewart is vooral bekend door zijn rol als PC Reg Hollis in de politieserie The Bill.
Alvorens zijn rol in The Bill, verscheen Stewart in verschillende andere televisieseries, waaronder als Harry Fellow in Crossroads in 1964 (zijn eerste tv-optreden) en als Dukkha in de aflevering Kinda van Doctor Who in 1982. Zijn eerste optreden in The Bill dateert van 16 oktober 1984 in de aflevering "Funny Ol' Business - Cops & Robbers". In maart 2007 was hij nog de enige overblijvende acteur van de beginjaren.
Op 8 januari 2008 sneed Stewart zijn polsen over nadat hij gehoord had dat zijn contract bij The Bill niet vernieuwd werd. Hij overleefde zijn zelmoordpoging, nadat hij zelf voor hulp riep en vervolgens naar het ziekenhuis werd gebracht. Stewart zei over het incident: "Ik hou ervan acteur te zijn. Mijn werk als acteur is erg belangrijk voor mij — het is mijn leven, en de gedachte, dat dit plots zou veranderen, had een overweldigend effect op mij". Sinds het incident is Stewart niet meer in de show verschenen.

## Trivia
- Stewart speelde mee in de videoclip van "Can I Get A Witness" van Sam Brown[4].